# Долина Барада
Барада или Вади-Барада (араб. وادي بردى‎) — долина на юго-западе Сирии, в окрестностях Дамаска. В долине находится 17 населённых пунктов. Долина образована одноимённой рекой.

## Этимология
Слово «Вади» (وادي) на арабском означает долина, ущелье. «Барада», как полагают, происходит от слова «барид» (بارد), что на семитских языках означает «холодный».

## География
Долина находится в 18 км на северо-запад от столицы Сирии — Дамаска. Окружена горами хребтов Антиливан и Каламун. Река Барада, которая протекает по долине, и родник в Айн-эль-Фидже являются главными источниками питьевой воды в Дамаске и его окрестностях.

## История
Летом 2017 года в поселении Бархилия была обнаружена мозаика, некогда составляющая пол зала площадью 50 квадратных метров. Мозаика относится к IV веку, концу римского и началу византийского периода.

### Гражданская война
Во время гражданской войны ущелье было занято оппозиционными силами. В декабре 2016 правительственные силы начали наступление на окружённых в долине боевиков. Оппозиционные источники утверждали о применении против них бочковых бомб с хлором, но никаких серьёзных доказательств не последовало. После переговоров, в январе 2017 года, около 2600 окружённых бойцов сдали оружие, в обмен на амнистию или отправку в Идлиб.